# Trépalous
Le Trépalous ou Massevaques est une rivière du sud de la France qui coule dans le département de la Lozère, en ancienne région Languedoc-Roussillon, donc en nouvelle région Occitanie. C'est un affluent du Tarnon en rive gauche, sous-affluent du Tarn donc un sous-affluent de la Garonne.

## Géographie
De 10,3 km de longueur, il prend sa source dans le Massif du mont Aigoual commune de Bassurels dans le département de la Lozère dans le parc national des Cévennes et se jette dans le Tarnon sur la commune de Rousses.
Il a creusé les gorges du Tapoul

### Communes et cantons traversés
- Lozère : Rousses,  Bassurels.

## Principaux affluents
Quelques ruisseaux se jettent dans le Trépalous :
- Ruisseau des Abreuvoirs, 1,7 km
- Ravin de l'Adrech, 1,7 km
- Ruisseau des Paillos, 3,2 km
- Ruisseau de la Plone, 1,8 km

## Hydrologie
Le Trépalous est une rivière cévenole, qui peut avoir de très fortes et soudaines crues lors d'épisodes cévenols.